# Proterhinus miricornis
Proterhinus miricornis is een keversoort uit de familie Belidae. De wetenschappelijke naam van de soort is voor het eerst geldig gepubliceerd in 1927 door Perkins.